# Џепиште
Џепиште (мкд. Џепиште) је насељено место у Северној Македонији, у крајње западном делу државе. Џепиште припада општини Дебар.

## Географија
Насеље Џепиште је смештено у крајњем западном делу Северне Македоније, на самој граници са Албанијом (1 km западно). Од најближег већег града, Дебра, насеље је удаљено 13 km јужно.
Рељеф: Џепиште је једно од два села моја се налазе у македонском делу историјској области Голо Брдо, док се већи део области налази у Албанији. Село је смештено на северним падинама планине Јабланице. Јужно од насеља се налази главно било планине, док се источно тло спушта у долину Црног Дрима, која је у ово делу преграђена, па је ту образовано вештачко Дебарско језеро. Надморска висина насеља је приближно 700 метара.
Клима у насељу је планинска због знатне надморске висине.

## Становништво
По попису становништва из 2002. године Џепиште је имало 499 становника.
Претежно становништво у насељу су Турци (Торбеши) (98%).
Већинска вероисповест у насељу је ислам.